# Mala Grabovnica (Brus)
Mala Grabovnica (em cirílico: Мала Грабовница) é uma vila da Sérvia localizada no município de Brus, pertencente ao distrito de Rasina. A sua população era de 78 habitantes segundo o censo de 2011.

## Demografia
| 1948 | 1953 | 1961 | 1971 | 1981 | 1991 | 2002 | 2011 |
| ---- | ---- | ---- | ---- | ---- | ---- | ---- | ---- |
| 335  | 407  | 361  | 188  | 170  | 167  | 182  | 78   |